# Gordon Lee (Pianist)
Gordon Lee (* 1953 in New York City) ist ein US-amerikanischer Jazzpianist, Arrangeur, Komponist und Musikpädagoge.

## Leben und Wirken
Lee studierte an der Syracuse University und der Indiana University, wo er 1976 den Bachelor in Komposition erwarb. Er zog anschließend nach Portland, Oregon, wo er mit Jazz- und Fusion-Bands arbeitete, u. a. mit Jim Pepper und Rich Halley. 1980 zog er nach New York City und arbeitete dort als Jazzpianist, u. a. mit Don Cherry, Bill Frisell, Gladys Knight and the Pips, dem Tommy Dorsey Orchestra, The Temptations, Bobby Hutcherson, Dewey Redman, Houston Person, Frank Foster und Javon Jackson. 1985 kehrte Lee nach Portland zurück und arbeitete an mehreren Colleges als Musikpädagoge. Ab 1986 spielte er mit dem Schlagzeuger Mel Brown, ab 1989 in dessen Sextett, für das er auch komponierte und arrangierte. Unter eigenem Namen spielte er eine Reihe von Alben ein; Gordon Bleu wurde 1990 als beste Jazz-Aufnahme von der Northwest Music Association ausgezeichnet.
1999 erwarb er den Master of Music in Orchesterleitung an der Portland State University. Er arbeitete außerhalb des Jazz mit dem Brooklyn Philharmonic Orchestra unter Leitung von David Amram und dem Oregon Symphony unter Leitung von Norman Leyden und Bill Conti; ferner schrieb er mehrere Auftragskompositionen für Kammermusik und größere Ensembles. Er unterrichtet seit 1999 Improvisation und Geschichte des Jazz an der Western Oregon University und leitet W.O.U./Mel Brown Summer Jazz Camp. Seit 2009 leitet er außerdem die Jazzensembles am Reed College. Nach Tom Lord war er zwischen 1981 und 2014 an 18 Aufnahmesessions beteiligt.

## Diskographische Hinweise
- Land Whales In New York (1982), mit Jim Pepper, Calvin Hill, Bob Moses
- On the Shoulders of Giants (1994), mit Warren Rand, Leroy Vinnegar, Dick Berk
- Rough Jazz (1994), mit John Gross, Dan Schulte, Alan Jones
- Flying Dream: Gordon Lee and The Gleeful Big Band (2003):
- One Two Three (2005), mit Renato Caranto, Andre St. James, Carlton Jackson
- This Path (2010), mit Dave Captein, Kevin Deitz, Carlton Jackson, Ron Steen, Miguel Bernal
- Tuesday Night: Gordon Lee with the Mel Brown Septet (2014)
- The Remainder (2023) solo